# Pamětice
Pamětice település Csehországban, a Blanskói járásban. Pamětice Sudice, Vísky, Vanovice, Letovice és Knínice u Boskovic településekkel határos. Lakosainak száma 272 fő (2024. január 1.).

## Népesség
A település lakosságának változását az alábbi diagram mutatja:
| Lakosok száma | 248  | 258  | 280  | 255  | 216  | 234  | 246  | 255  | 255  | 272  |
|               | 1869 | 1900 | 1921 | 1961 | 1980 | 2011 | 2016 | 2019 | 2021 | 2024 |